# 潮阳街道
潮阳街道，是中华人民共和国天津市宝坻区下辖的一个街道办事处。
2013年，天津市民政局批复同意撤销马家店镇，设立潮阳街道办事处。

## 行政区划
潮阳街道下辖以下地区：
马家店村、庄头村、小套村、甘泉村、于辛庄村、乔辛庄村、果园辛庄村、庙辛庄村、连子营村、王辛庄村、大兰各庄村、小兰各庄村、小赵各庄村、苑家庄村、双王寺村、烧角村、闫各庄村、艾各庄村、东广林木村、西广林木村、小广林木村和马各庄村。